# Gerd E. Mäuser

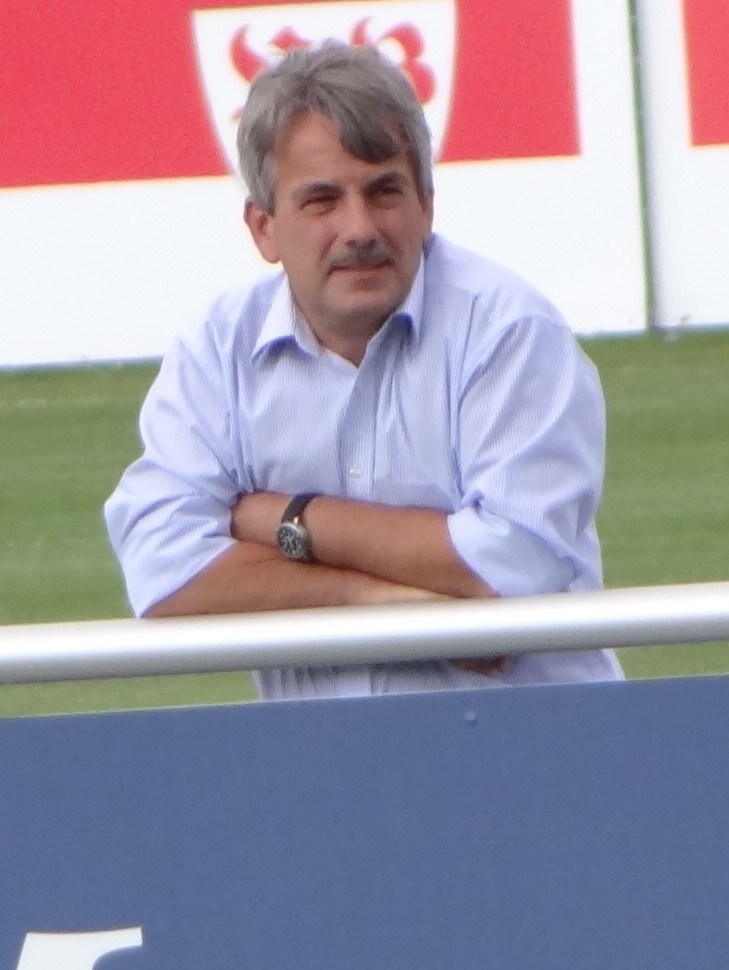
Gerd E. Mäuser

Gerd Ernst Mäuser (* 16. März 1958 in Berlin) ist ein deutscher Manager und war von 2011 bis zum 3. Juni 2013 Präsident des VfB Stuttgart. Zwischen 2002 und 2011 war er Aufsichtsratsmitglied des VfB Stuttgart. Seit 2018 ist er Präsident von Jaguar Racing.

## Managerlaufbahn
Mäuser schloss bei Mercedes-Benz eine Ausbildung zum Kfz-Mechaniker ab und danach ein Studium in Betriebswirtschaftslehre als Diplom-Kaufmann. Nach dem Studium war Mäuser bei BMW in verschiedenen Führungspositionen tätig. Danach wurde er Marketingchef von Porsche. Am 2. September 2010 verließ Mäuser Porsche im gegenseitigen Einvernehmen.
2015 wurde er Marketingchef von Jaguar Land Rover, ehe er 2018 in die Rolle des Präsidenten von Jaguar Racing wechselte.

## Fußballfunktionär
2002 wurde Mäuser Mitglied des Aufsichtsrats des VfB Stuttgart. Am 20. Mai 2011 beschloss der Aufsichtsrat des VfB mit seinem Vorsitzenden Dieter Hundt, den VfB-Mitgliedern Gerd E. Mäuser auf der Mitgliederversammlung als einzigen Kandidaten für das Amt des Vereinspräsidenten vorzuschlagen. Ohne eine Satzungsänderung war der Vorschlag eines Gegenkandidaten nicht möglich; eine Oppositionsgruppe um Helmut Roleder erreichte die dafür erforderlichen 75 Prozent nicht. Mäuser wurde nach der Ablehnung der Satzungsänderungsanträge auf der Mitgliederversammlung am 17. Juli 2011 mit einer Mehrheit von 58,7 Prozent zum neuen Präsidenten des VfB Stuttgart gewählt und löste damit Erwin Staudt ab, der das Amt zuvor acht Jahre lang innehatte. Am 10. April 2013 kündigte Mäuser nach andauernden Fanprotesten seinen Rücktritt vom Amt als VfB-Präsident zum 3. Juni 2013 an.